# Comuna Zaharivți, Hmelnîțkîi
Zaharivți (în ucraineană Захарівці) este o comună în raionul Hmelnîțkîi, regiunea Hmelnîțkîi, Ucraina, formată din satele Kracikî, Leapînți și Zaharivți (reședința).

## Demografie
Componența lingvistică a comunei Zaharivți
     Ucraineană (98,26%)
     Rusă (1,27%)
     Alte limbi (0,46%)
Conform recensământului din 2001, majoritatea populației comunei Zaharivți era vorbitoare de ucraineană (98,26%), existând în minoritate și vorbitori de rusă (1,27%).